# Ariyat Dibow Ubang
Ariyat Dibow Ubang (* 23. Februar 1997) ist eine äthiopische Leichtathletin, die im Hoch-, Weit- und Dreisprung an den Start geht.

## Sportliche Laufbahn
Erste internationale Erfahrungen sammelte Ariyat Dibow Ubang bei den Afrikameisterschaften 2014 in Marrakesch, bei denen sie mit übersprungenen 1,78 m die Bronzemedaille hinter der Marokkanerin Rhizlane Siba und Basant Mosaad Mohamed Hassan aus Ägypten gewann. Jedoch gewann sie bereits im Jahr zuvor bei den Jugendafrikameisterschaften in Warri mit 1,65 m die Bronzemedaille. 2015 wurde sie bei den Juniorenafrikameisterschaften in Addis Abeba mit 1,70 m Fünfte und belegte bei den Afrikaspielen in Brazzaville mit neuem Landesrekord von 1,80 m Rang vier. Im Jahr darauf erreichte sie bei den Afrikameisterschaften in Durban mit einer Höhe von 1,70 m den zehnten Platz und 2018 gewann sie bei den Afrikameisterschaften in Asaba mit 1,80 m erneut die Bronzemedaille im Hochsprung hinter der Swasi Erika Nonhlanhla Seyama und Hoda Hagras aus Ägypten. Zudem wurde sie im Weitsprung mit 5,49 m Zehnte. Im Jahr darauf verbesserte sie bei den Afrikaspielen in Rabat den äthiopischen Rekord auf 1,81 m und gewann damit die Bronzemedaille hinter der Ghanaerin Rose Yeboah und der Marokkanerin Siba.
In den Jahren 2018, 2019 und 2021 wurde Dibow Ubang äthiopische Meisterin im Hochsprung. Zudem siegte sie 2018 im Dreisprung und 2021 auch im Weitsprung.

## Persönliche Bestleistungen
- Hochsprung: 1,81 m, 27. August 2019 in Rabat (äthiopischer Rekord)
- Weitsprung: 5,66 m, 8. April 2021 in Addis Abeba
- Dreisprung: 12,72 m, 17. April 2018 in Addis Abeba